# جزيرة رأس جبل (ميدي)

تعديل مصدري - تعديل

جزيرة رأس جبل هي إحدى جزر مديرية ميدي التابعة لمحافظة حجة.